# Noelle Pikus-Pace
Noelle Pikus-Pace (ur. 8 grudnia 1982 w Provo) – amerykańska skeletonistka, wicemistrzyni olimpijska, wielokrotna medalistka mistrzostw świata oraz zdobywczyni Pucharu Świata.

## Kariera
Pierwsze sukcesy osiągnęła w sezonie 2004/2005, kiedy zwyciężyła w klasyfikacji generalnej Pucharu Świata. W ciągu sezonu stanęła na podium pięciu z sześciu zawodów, odnosząc trzy zwycięstwa: 26 listopada w Igls, 9 grudnia w Siguldzie i 18 grudnia 2004 roku Winterbergu. W lutym 2005 roku zdobyła srebrny medal na mistrzostwach świata w Calgary, gdzie rozdzieliła na podium Szwajcarkę Mayę Pedersen i Michelle Kelly z Kanady. Na rozgrywanych dwa lata później mistrzostwach świata w Sankt Moritz zdobyła dwa medale. Najpierw zwyciężyła indywidualnie, pokonując Pedersen i swą rodaczkę - Katie Uhlaender. Następnie wraz z kolegami i koleżankami z reprezentacji zajęła drugie miejsce w zawodach mieszanych. Ponadto w sezonie 2006/2007 była druga w klasyfikacji generalnej, ulegając tylko Uhlaender. Na rozgrywanych w 2006 roku igrzyskach w Turynie nie wystartowała z powodu kontuzji.
Przez trzy kolejne sezony osiągała słabsze wyniki, tylko raz stając na podium zawodów PŚ: 11 lutego 2009 roku w Park City była trzecia. W 2010 roku wystartowała na igrzyskach olimpijskich w Vancouver, gdzie zajęła czwarte miejsce. Walkę o podium przegrała tam z Niemką Anją Huber o 0,10 sekundy. Po zakończeniu igrzysk ogłosiła zakończenie kariery, jednak powróciła do rywalizacji pod koniec 2012 roku.
Na mistrzostwach świata w Sankt Moritz zdobyła kolejne dwa medale. W rywalizacji indywidualnej była druga, plasując się między Brytyjką Shelley Rudman, a Kanadyjką Sarą Reid. Następnie zdobyła kolejny srebrny medal w zawodach drużynowych. Na rozgrywanych rok później igrzyskach olimpijskich w Soczi Pikus-Pace także zajęła drugie miejsce. Tym razem szybsza była tylko Elizabeth Yarnold z Wielkiej Brytanii, a trzecie miejsce zajęła Rosjanka Jelena Nikitina. Drugie miejsce zajęła również w klasyfikacji końcowej sezonu 2013/2014, ulegając tylko Yarnold. W 2014 roku definitywnie zakończyła karierę.